# Jangi-Turmusz
Jangi-Turmusz (ros. Янги-Турмуш, baszk. Яңы Тормош) – wieś (ros. деревня, trb. dieriewnia) w Baszkirii w rejonie dawlekanowskim należąca do szestajewskiego sielsowietu. 1 stycznia 2009 r. wieś zamieszkiwało 11 osób, z których 87% stanowili Baszkirzy.